# Los Camejos
Los Camejos és una entitat de població de l'Uruguai, ubicada a l'oest del departament de Treinta y Tres. Té una població aproximada de 100 habitants, segons dades del cens del 2004.
Es troba a 90 metres sobre el nivell del mar.